# Chińskie Stowarzyszenie Islamskie

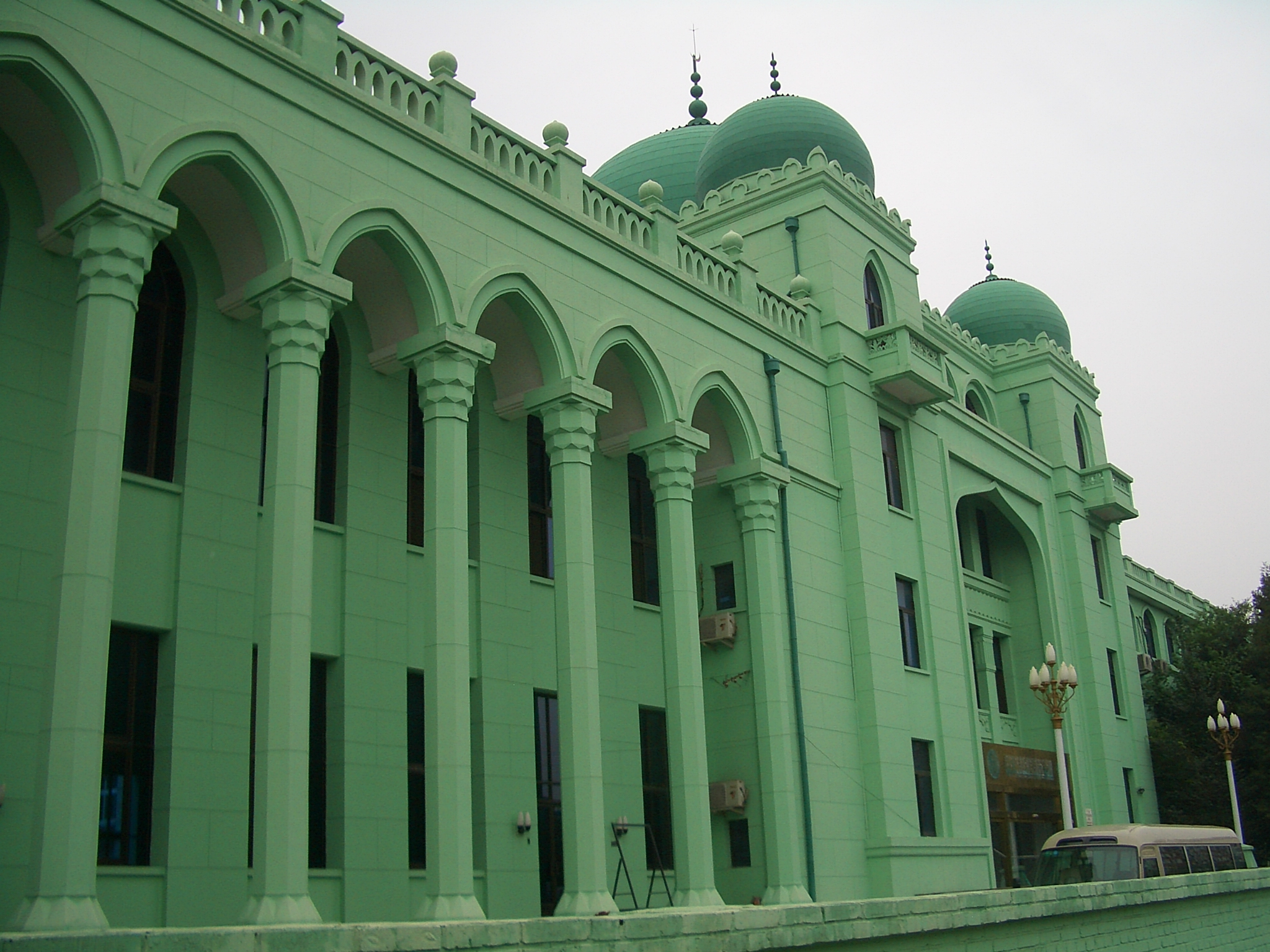
Siedziba główna Chińskiego Stowarzyszenia Islamskiego w Pekinie

Chińskie Stowarzyszenie Islamskie (chiń. 中国伊斯兰教协会; pinyin Zhōngguó Yīsīlánjiào Xiéhuì) – oficjalnie zarejestrowany muzułmański związek wyznaniowy w Chińskiej Republice Ludowej, podporządkowany kontroli państwa. Jego siedziba mieści się w Pekinie.
Organizacja została powołana w 1953 roku i objęła nadzór nad życiem religijnych chińskich muzułmanów, zamieszkujących głównie region Xinjiang. Rozbita w okresie prześladowań religijnych okresu rewolucji kulturalnej, odrodziła się po 1979 roku. Współcześnie Chińskie Stowarzyszenie Islamskie odpowiedzialne jest za nadzór nad meczetami w Państwie Środka, druk Koranu i literatury religijnej oraz organizację corocznych pielgrzymek do Mekki.